# Óda
Az óda fennkölt, magasztos tárgyú, gyakran bonyolult ritmikájú és felépítésű dallamos lírai műfaj. Emelkedett hangvétel, feszült érzelmi állapot jellemzi.

## Jellemzői
Tárgya sokféle lehet: istenség, természet, haza, művészet, igazság, barátság, szerelem, életöröm, hírnév. Költői nyelve többnyire kedélyes, patetikus. Az elnevezés a görög  ódé (ᾠδή - ének) – szóból származik; a pengetős hangszerrel kísért énekeket nevezték így.
Már az ókorban több műfaji változata alakult ki. Ma már inkább gyűjtőnévként használatos – ez az ókori típusok jellegzetes költői formáit is felöleli, s bizonyos rokon műfajokkal (himnusszal, rapszódiával, zsoltárral) együtt tágabb műfaji csoportot alkot. Az egyes nemzeti irodalmakra a műfajnak mind a görög, mind a latin változata, mind pedig a héber zsoltárköltészet hatással volt. A 19. századtól az ódai elemek más műfajok elemeivel bővülhettek, a műfaj formailag is kötetlenebbé vált. A modern ódákban az ünnepélyesség is, a gondolatiság is háttérbe szorulhat.
Fogalma: fenséges tárgyat vagy magasztos eszmét ünnepélyes hangon megéneklő lírai költemény.

## Példák az ódára
- József Attila: Óda
- Berzsenyi Dániel: A magyarokhoz
- Vörösmarty Mihály: Szózat
- Kölcsey Ferenc: Himnusz
- Friedrich Schiller - Ludwig van Beethoven: Örömóda
- Petőfi Sándor: Matildhoz